# 龍華寺のソテツ

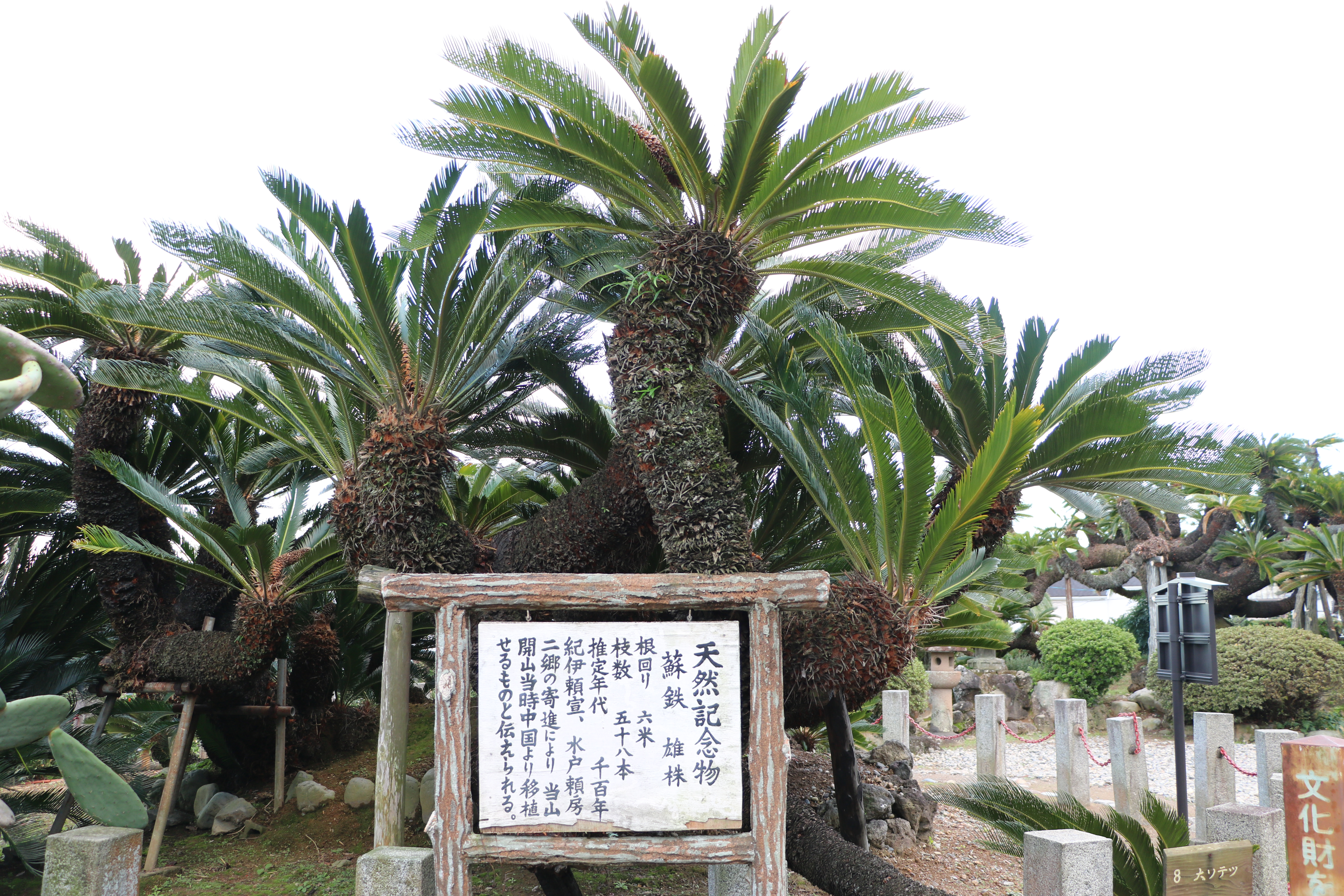
龍華寺のソテツ。
2019年11月29日撮影。

龍華寺のソテツ（りゅうげじのソテツ）は、静岡県静岡市清水区村松にある龍華寺の境内に育成する、国の天然記念物に指定されたソテツ（蘇鉄）の巨樹である。
日本国内に生育する植栽されたソテツの中で最大規模の個体であり、1924年（大正13年）12月9日に国の天然記念物に指定された。能満寺のソテツ（同県榛原郡吉田町）、妙国寺のソテツ（大阪府堺市堺区）とともに日本三大ソテツのひとつに挙げられている。

## 解説
龍華寺のソテツは静岡県のほぼ中央に位置する静岡市清水区にある日蓮宗寺院龍華寺の境内に生育している。龍華寺の所在地は日本平東側の麓の清水市街地に隣接した場所にあり、眼下に見える清水港越しに、世界遺産三保の松原や富士山を望む、駿河湾沿岸にほど近い見晴らしの良い高台にあって、天然記念物に指定されたソテツは本堂に面した広場に生育している。

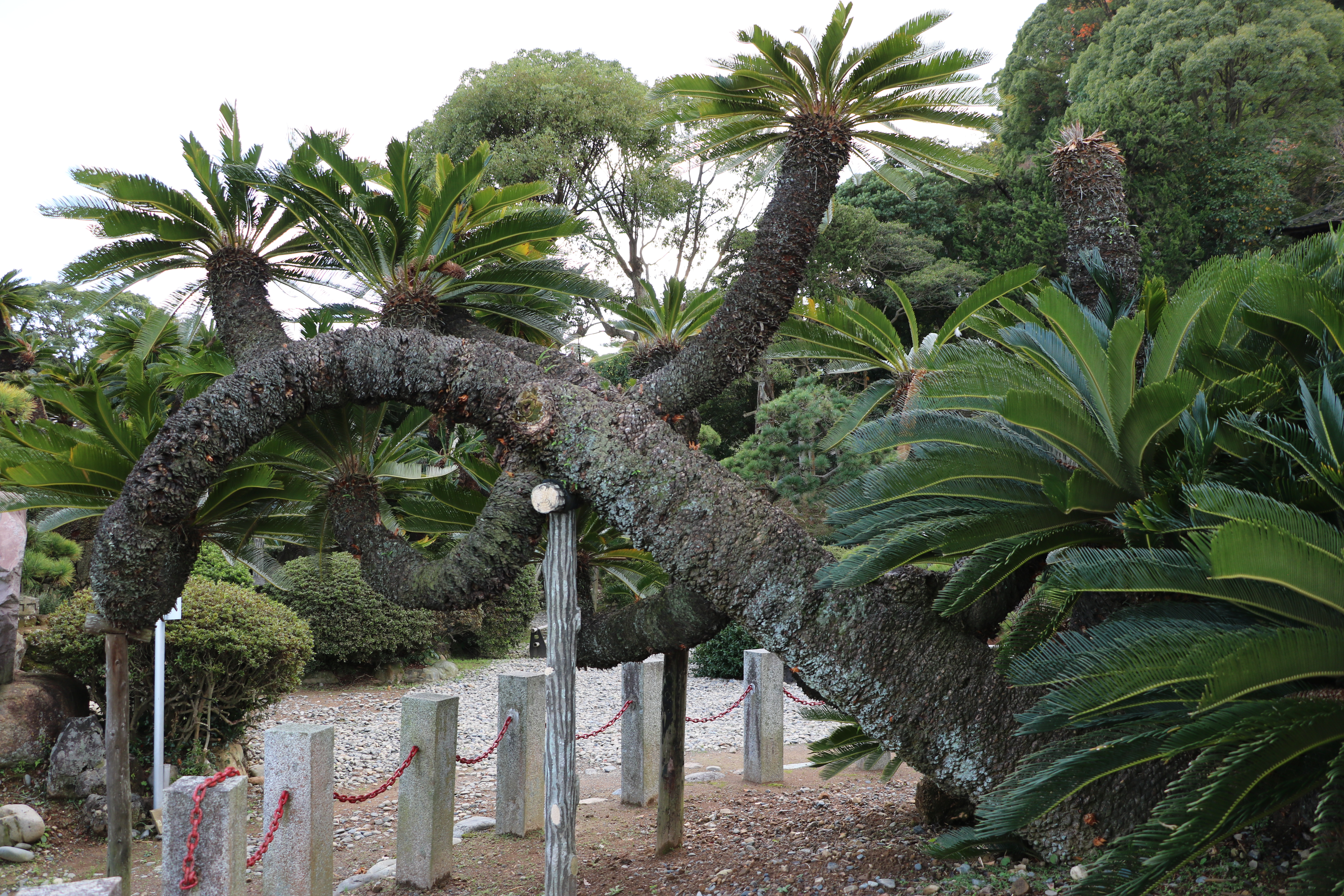
龍華寺のソテツ。
2019年11月29日撮影。

龍華寺の山門をくぐり、右手方向に広がる庭園内の歩道をゆるやかに登った先の小高い場所に本堂があって、国の天然記念物に指定されたソテツの巨樹は本堂の前に生育している。この巨大なソテツは根元から太い幹枝が複数分岐して伸びており、この根元の周囲だけでも5.2メートルもあって、四方に広がった幹や枝が互いに複雑に絡み合い、株立ち全体が大きな藪のようになっている。
現地解説板に記載された同寺院の伝承によれば、紀州徳川家の祖徳川頼信と水戸徳川家の祖徳川頼房からの寄進によって中国から移植されたものとされ、樹齢は約1100年であるという。分岐して広がった幹や枝は計58本におよび、主要な幹枝のうち北側に延びた幹枝の周囲は約2.6メートル、中央のものは周囲約2.3メートル、南側のものは周囲約1.7メートルである。枝張りは東西約8.94メートル、南北に約9.85メート、樹高は約3.79メートルあって、同地を複数回訪れた植物学者の本田正次は「おそらく植栽ソテツの巨樹の中でも最大のものであろう」と述べている。
昔から日本国内のソテツは自生北限地となる南九州以北の地域では、神社仏閣や民家などの庭園に植栽されているものが多く見られ、それらの中には異様なほど巨大な株に成長している個体があり、その代表的なものとして龍華寺のソテツは1924年（大正13年）12月9日に国の天然記念物に指定されたが、これはソテツとして最初に指定された7件の国の天然記念物ソテツのひとつでもある。
国の天然記念物に指定されたソテツは日本全国に12件あって、自生地として指定された2件が宮崎県と鹿児島県のそれぞれにあり、ソテツ樹単体として個別に指定されたものが10件ある。このうち南九州にある2件の自生地以外の個体は、龍華寺のソテツを含め、すべて植栽されたものと考えられている。
これら国の天然記念物に指定されたソテツ個体10件のうちの3件が静岡県内に所在する。
ソテツはイチョウ同様、種子植物であるにもかかわらず精子を作る雌雄異株の裸子植物であるが、龍華寺のソテツは雄株である。国の天然記念物に指定されたソテツの他にも、樹齢約800年の雌株のソテツや、八丈島から移植された7株の巨大なソテツなど、龍華時の境内には樹齢を重ねたソテツの巨樹が多数生育している。
江戸時代後期の読本作者曲亭馬琴（滝沢馬琴）の随筆『玄同放言』をはじめ古書にも散見され、老ソテツの隣に並んで生育する1962年（昭和37）9月17日に当時の清水市の天然記念物に指定された、樹齢約300年のウチワサボテンの老樹大仙人掌（だいさぼてん）とともに、龍華寺は東海道沿いの名所として江戸期より著名であった。

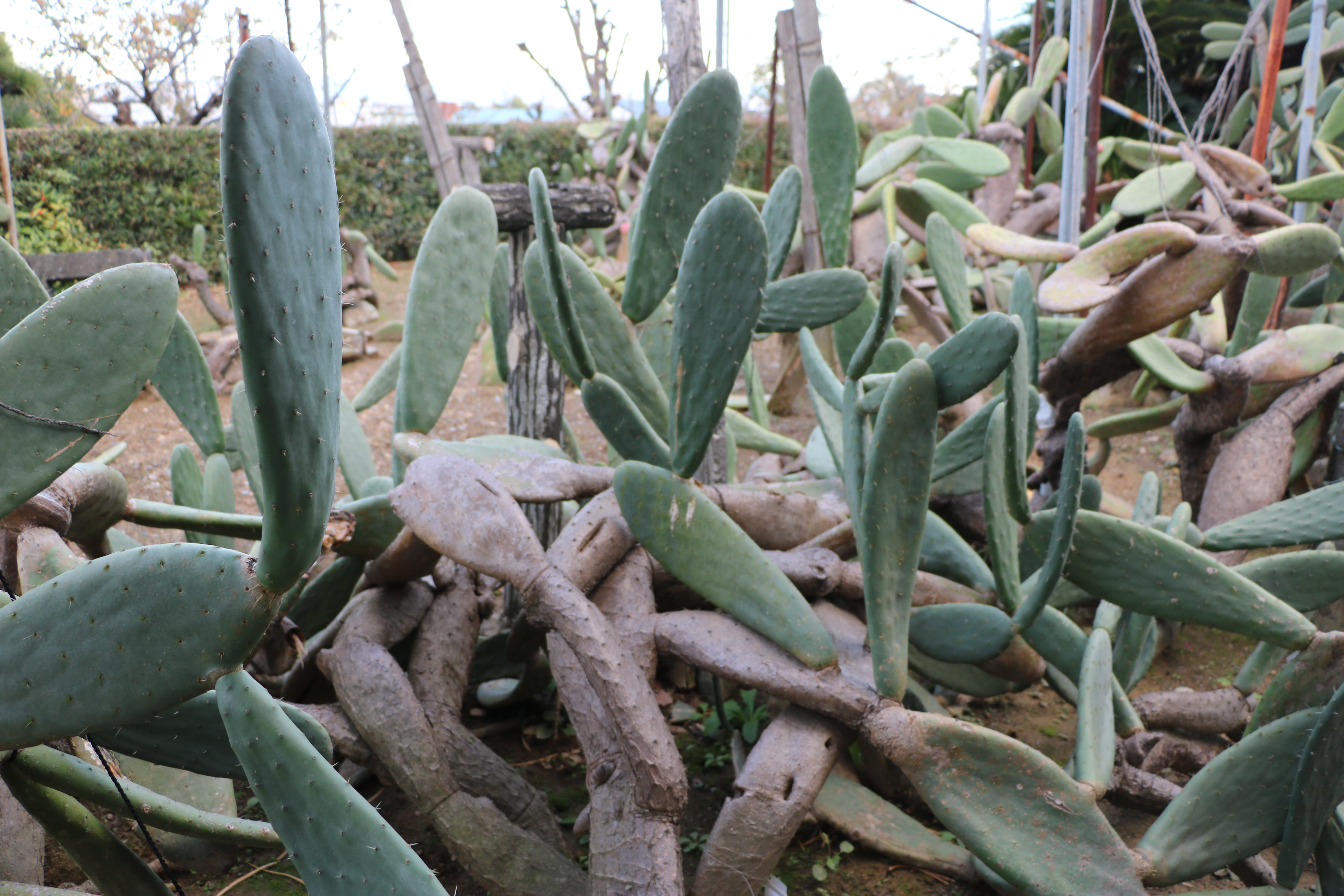
大仙人掌（ウチワサボテン亜科の一種）静岡市指定天然記念物。
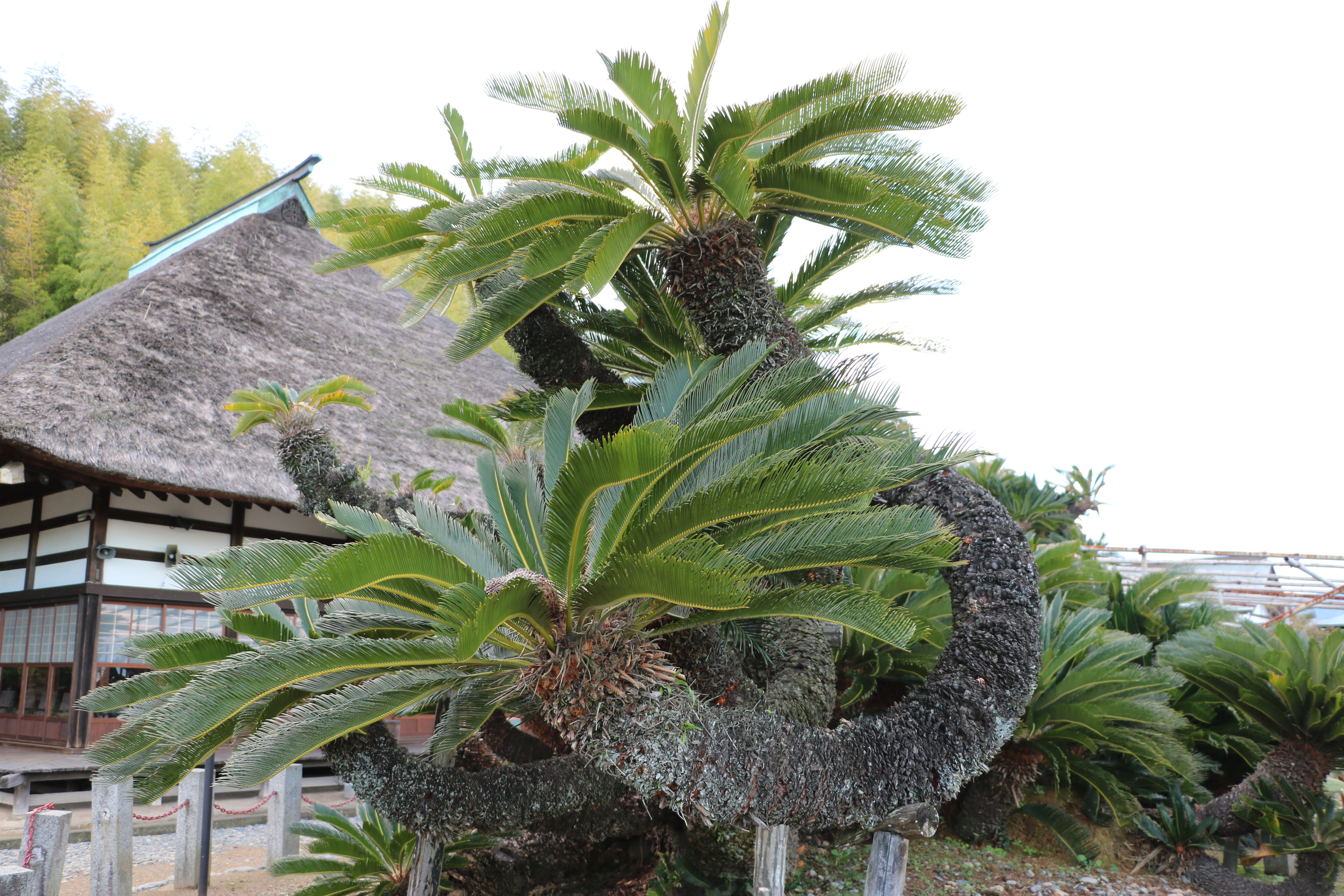
龍華寺のソテツ。
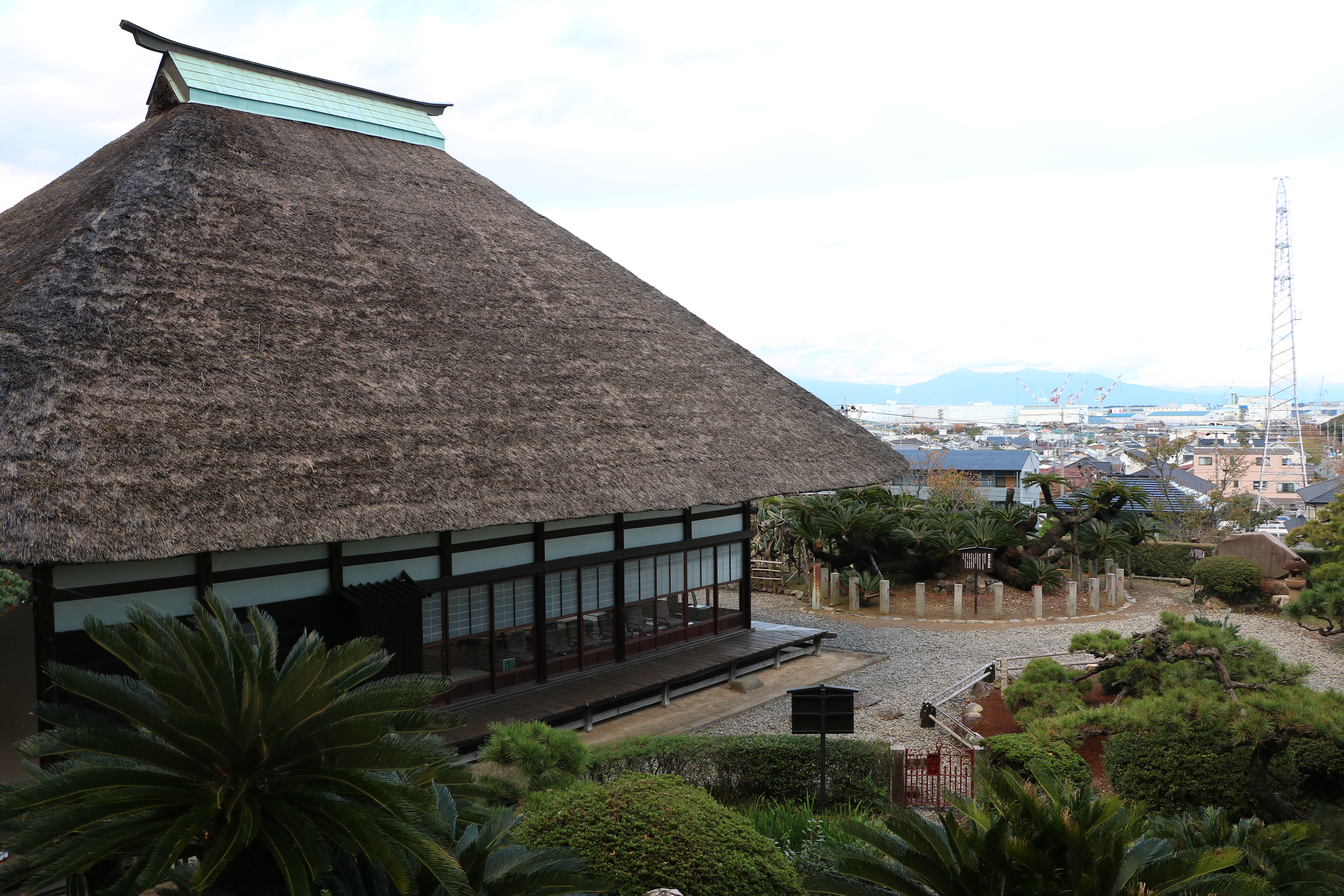
龍華寺本堂とソテツ。
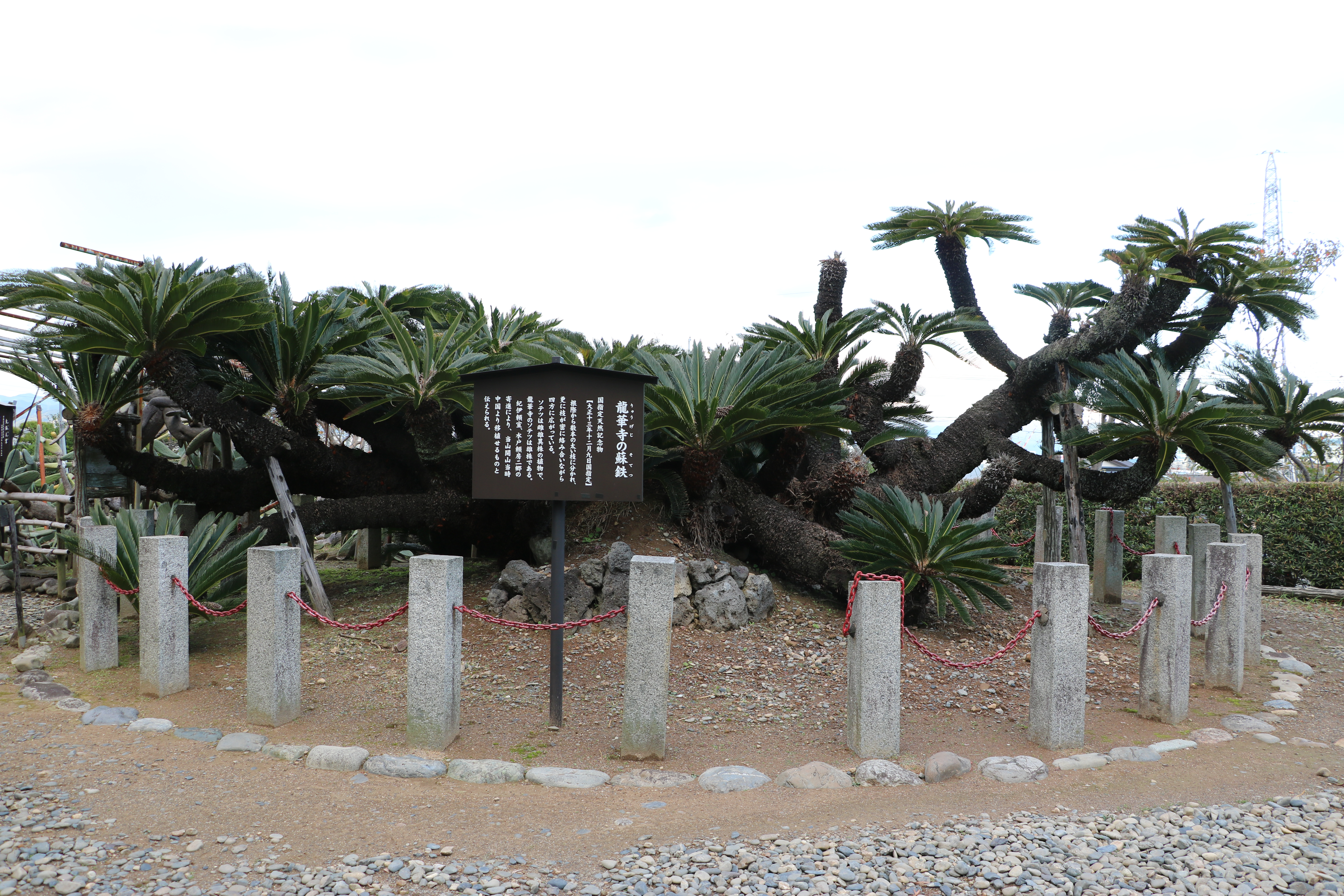
全景

## 交通アクセス
所在地
- 静岡県静岡市清水区村松2085[8]。

交通
- JR東海道本線清水駅下車。しずてつジャストライン路線バス「静岡市立清水病院」「忠霊塔」方面乗車約20分「龍華寺」バス停下車[8]。
- 東名高速道路清水インターチェンジから車で約20分[8]。